# Felicia scabrida
Felicia scabrida là một loài thực vật có hoa trong họ Cúc. Loài này được (DC.) Range mô tả khoa học đầu tiên năm 1935.